# Auf der Flucht (Fernsehserie)/Episodenliste
Diese Episodenliste enthält alle Episoden der US-amerikanischen Krimi-Fernsehserie Auf der Flucht (Auch bekannt als: Dr. Kimble auf der Flucht; Originaltitel: The Fugitive), sortiert nach der US-amerikanischen Erstausstrahlung. Zwischen 1963 und 1967 entstanden in vier Staffeln 120 Episoden mit einer Länge von jeweils etwa 47 Minuten.

## Übersicht
| Staffel | Episodenanzahl | Erstausstrahlung USA | Erstausstrahlung USA | Deutschsprachige Erstausstrahlung | Deutschsprachige Erstausstrahlung |
| Staffel | Episodenanzahl | Staffelpremiere      | Staffelfinale        | Staffelpremiere                   | Staffelfinale                     |
| ------- | -------------- | -------------------- | -------------------- | --------------------------------- | --------------------------------- |
| 1       | 30             | 17. September 1963   | 21. April 1964       |                                   |                                   |
| 2       | 30             | 15. September 1964   | 20. April 1965       | 18. Juni 1989                     |                                   |
| 3       | 30             | 14. September 1965   | 26. April 1966       | 3. März 1967                      |                                   |
| 4       | 30             | 13. September 1966   | 29. August 1967      | 19. November 1967                 | 20. Oktober 1967                  |

## Staffel 1
Die Erstausstrahlung der ersten Staffel war vom 17. September 1963 bis zum 21. April 1964 auf dem US-amerikanischen Fernsehsender ABC zu sehen.
| Nr. (ges.) | Nr. (St.) | Deutscher Titel                   | Originaltitel                     | Erstausstrahlung USA | Deutschsprachige Erstausstrahlung (D) | Regie               | Drehbuch                                                  |
| ---------- | --------- | --------------------------------- | --------------------------------- | -------------------- | ------------------------------------- | ------------------- | --------------------------------------------------------- |
| 1          | 1         | –                                 | Fear In A Desert City             | 17. Sep. 1963        | –                                     | Walter Grauman      | Stanford Whitmore                                         |
| 2          | 2         | –                                 | The Witch                         | 24. Sep. 1963        | –                                     | Andrew McCullough   | William D. Gordon                                         |
| 3          | 3         | Eingekreist                       | The Other Side Of The Mountain    | 1. Okt. 1963         | 13. Aug. 1965                         | James Sheldon       | Alan Caillou & Harry Kronman Idee: Alan Caillou           |
| 4          | 4         | –                                 | Never Wave Goodbye (1)            | 8. Okt. 1963         | –                                     | William A. Graham   | Hank Searls                                               |
| 5          | 5         | –                                 | Never Wave Goodbye (2)            | 15. Okt. 1963        | –                                     | William A. Graham   | Hank Searls                                               |
| 6          | 6         | –                                 | Decision In The Ring              | 22. Okt. 1963        | –                                     | Robert Ellis Miller | Arthur Weiss                                              |
| 7          | 7         | Der mysteriöse Fremde             | Smoke Screen                      | 29. Okt. 1963        | 10. Sep. 1965                         | Claudio Guzman      | John D.F. Black                                           |
| 8          | 8         | Hollywood sehen und sterben       | See Hollywood And Die             | 5. Nov. 1963         | 13. Mai 1966                          | Andrew McCullough   | George Eckstein                                           |
| 9          | 9         | Kurs auf Alaska                   | Ticket To Alaska                  | 12. Nov. 1963        | 21. Jan. 1966                         | Jerry Hopper        | Oliver Crawford                                           |
| 10         | 10        | –                                 | Fatso                             | 19. Nov. 1963        | –                                     | Ida Lupino          | Robert Pirosh                                             |
| 11         | 11        | Alpträume                         | Nightmare At Northoak             | 26. Nov. 1963        | 11. Feb. 1966                         | Christian Nyby      | Stuart Jerome                                             |
| 12         | 12        | Eine Frau ohne Skrupel            | Glass Tightrope                   | 3. Dez. 1963         | 3. Juni 1966                          | Ida Lupino          | Robert C. Dennis Idee: Robert C. Dennis and Barry Trivers |
| 13         | 13        | Unter rauhen Männern              | Terror At High Point              | 17. Dez. 1963        | 11. März 1966                         | Jerry Hopper        | Peter Germano & Harry Kronman Idee: Peter Germano         |
| 14         | 14        | Allein in einer fremden Stadt     | The Girl From Little Egypt        | 24. Dez. 1963        | 9. Juli 1965                          | Vincent McEveety    | Stanford Whitmore                                         |
| 15         | 15        | Gefährliche Heimkehr              | Home Is The Hunted                | 7. Jan. 1964         | 15. Apr. 1966                         | Jerry Hopper        | Arthur Weiss                                              |
| 16         | 16        | Eine tödliche Verwechslung        | The Garden House                  | 14. Jan. 1964        | 28. Mai 1989                          | Ida Lupino          | Sheldon Stark                                             |
| 17         | 17        | Zwischenfall in Black Moccasin    | Come Watch Me Die                 | 21. Jan. 1964        | 12. Nov. 1965                         | Laslo Benedek       | Stanford Whitmore Idee: Perry Bleecker                    |
| 18         | 18        | Die Bank gewinnt immer            | Where The Action Is               | 28. Jan. 1964        | 14. Mai 1989                          | James Sheldon       | Harry Kronman                                             |
| 19         | 19        | Die Spur führt nach Chicago       | Search In A Windy City            | 4. Feb. 1964         | 17. Dez. 1965                         | Jerry Hopper        | Stuart Jerome                                             |
| 20         | 20        | –                                 | Bloodline                         | 11. Feb. 1964        | –                                     | John Erman          | Harry Kronman Idee: John Hawkins & Harry Kronman          |
| 21         | 21        | Die Ratte                         | Rat In A Corner                   | 18. Feb. 1964        | 8. Juli 1966                          | Jerry Hopper        | Sheldon Stark & William Wood Idee: William Wood           |
| 22         | 22        | Der Schutzengel                   | Angels Travel On Lonely Roads (1) | 25. Feb. 1964        | 9. Juli 1989                          | Walter Grauman      | Al C. Ward                                                |
| 23         | 23        | Engel reisen auf einsamen Straßen | Angels Travel On Lonely Roads (2) | 3. März 1964         | 16. Juli 1989                         | Walter Grauman      | Al C. Ward                                                |
| 24         | 24        | Ein Mann sucht seinen Richter     | Flight From The Final Demon       | 10. März 1964        | 14. Okt. 1966                         | Jerry Hopper        | Philip Saltzman                                           |
| 25         | 25        | –                                 | Taps For A Dead War               | 17. März 1964        | –                                     | William A. Graham   | Harry Kronman Idee: Harry Kronman & Merwin Gerard         |
| 26         | 26        | –                                 | Somebody To Remember              | 24. März 1964        | –                                     | Jerry Hopper        | Robert C. Dennis                                          |
| 27         | 27        | Gefährliches Rezept               | Never Stop Running                | 31. März 1964        | 9. Sep. 1966                          | William A. Graham   | Sheldon Stark                                             |
| 28         | 28        | –                                 | The Homecoming                    | 7. Apr. 1964         | –                                     | Jerry Hopper        | Peter Germano                                             |
| 29         | 29        | –                                 | Storm Center                      | 14. Apr. 1964        | –                                     | William A. Graham   | George Eckstein                                           |
| 30         | 30        | –                                 | The End Game                      | 21. Apr. 1964        | –                                     | Jerry Hopper        | Stanford Whitmore                                         |

## Staffel 2
Die Erstausstrahlung der zweiten Staffel war vom 15. September 1964 bis zum 20. April 1965 auf dem US-amerikanischen Fernsehsender ABC zu sehen.
| Nr. (ges.) | Nr. (St.) | Deutscher Titel                    | Originaltitel                            | Erstausstrahlung USA | Deutschsprachige Erstausstrahlung (D) | Regie             | Drehbuch                                                           |
| ---------- | --------- | ---------------------------------- | ---------------------------------------- | -------------------- | ------------------------------------- | ----------------- | ------------------------------------------------------------------ |
| 31         | 1         | Richter in eigener Sache           | Man In A Chariot                         | 15. Sep. 1964        | 18. Juni 1989                         | Robert Butler     | George Eckstein                                                    |
| 32         | 2         | Am Ende der Welt                   | World’s End                              | 22. Sep. 1964        | 4. Juni 1989                          | Robert Butler     | Stuart Jerome                                                      |
| 33         | 3         | Zeuge wider Willen                 | Man On A String                          | 29. Sep. 1964        | 11. Nov. 1966                         | Sydney Pollack    | Harry Kronman, Barbara Merlin & Milton Merlin                      |
| 34         | 4         | –                                  | When The Bough Breaks                    | 6. Okt. 1964         | –                                     | Ralph Senensky    | George Eckstein Idee: George Eckstein & James P. Griffith          |
| 35         | 5         | Kleine Fische                      | Nemesis                                  | 13. Okt. 1964        | 9. Dez. 1966                          | Jerry Hopper      | Harry Kronman                                                      |
| 36         | 6         | Eine falsche Geisel                | Tiger Left, Tiger Right                  | 20. Okt. 1964        | 25. Juni 1989                         | James Goldstone   | Richard Levinson & William Link                                    |
| 37         | 7         | Auch ein Sheriff macht Fehler      | Tug Of War                               | 27. Okt. 1964        | 30. Juli 1989                         | Abner Biberman    | Daniel B. Ullman                                                   |
| 38         | 8         | –                                  | Dark Corner                              | 10. Nov. 1964        | –                                     | Jerry Hopper      | Harry Kronman                                                      |
| 39         | 9         | –                                  | Escape Into Black                        | 17. Nov. 1964        | –                                     | Jerry Hopper      | Larry Cohen                                                        |
| 40         | 10        | –                                  | The Cage                                 | 24. Nov. 1964        | –                                     | Walter Grauman    | Sheldon Stark                                                      |
| 41         | 11        | –                                  | Cry Uncle                                | 1. Dez. 1964         | –                                     | James Goldstone   | Philip Saltzman                                                    |
| 42         | 12        | –                                  | Detour On A Road Going Nowhere           | 8. Dez. 1964         | –                                     | Ralph Senensky    | Philip Saltzman & William D. Gordon Idee: Philip Saltzman          |
| 43         | 13        | Der Lebensretter der eisernen Lady | The Iron Maiden                          | 15. Dez. 1964        | 13. Aug. 1989                         | Walter Grauman    | Paul Lucey & Harry Kronman Idee: Peter R. Brooke & Paul Lucey      |
| 44         | 14        | Des Teufels Karneval               | Devil’s Carnival                         | 22. Dez. 1964        | 11. Juni 1989                         | James Goldstone   | William D. Gordon                                                  |
| 45         | 15        | –                                  | Ballad For A Ghost                       | 29. Dez. 1964        | –                                     | Walter Grauman    | George Eckstein Idee: Sidney Ellis & George Eckstein               |
| 46         | 16        | Flucht nach vorn                   | Brass Ring                               | 5. Jan. 1965         | 23. Juli 1989                         | Abner Biberman    | Leonard Kantor                                                     |
| 47         | 17        | Rendezvous mit dem Tod             | The End Is But The Beginning             | 12. Jan. 1965        | 12. Aug. 1966                         | Walter Grauman    | George Fass & Arthur Weiss Idee: George Fass                       |
| 48         | 18        | Wolf im Schafspelz                 | Nicest Fella You’d Ever Want To Meet     | 19. Jan. 1965        | 7. Juli 1967                          | Sutton Roley      | Jack Turley                                                        |
| 49         | 19        | –                                  | Fun And Games And Party Favors           | 26. Jan. 1965        | –                                     | Abner Biberman    | Arthur Weiss                                                       |
| 50         | 20        | Die Augenzeugen                    | Scapegoat                                | 2. Feb. 1965         | 20. Aug. 1989                         | Alexander Singer  | William D. Gordon Idee: Larry Cohen                                |
| 51         | 21        | Lynchjustiz                        | Corner Of Hell                           | 9. Feb. 1965         | 6. Aug. 1989                          | Robert Butler     | Jo Heims & Francis Irby Gwaltney Idee: Jo Heims & Zahrini Machadah |
| 52         | 22        | –                                  | Moon Child                               | 16. Feb. 1965        | –                                     | Alexander Singer  | Daniel B. Ullman                                                   |
| 53         | 23        | Im Schatten einer Toten            | The Survivors                            | 2. März 1965         | 5. Mai 1967                           | Don Medford       | George Eckstein                                                    |
| 54         | 24        | Nur ein Versicherungsbetrug?       | Everybody Gets Hit In The Mouth Sometime | 9. März 1965         | 27. Aug. 1989                         | Alexander Singer  | Jack Turley                                                        |
| 55         | 25        | Ein falsches Geständnis            | May God Have Mercy                       | 16. März 1965        | 17. Sep. 1989                         | Don Medford       | Don Brinkley                                                       |
| 56         | 26        | –                                  | Masquerade                               | 23. März 1965        | –                                     | Abner Biberman    | Philip Saltzman                                                    |
| 57         | 27        | –                                  | Runner In The Dark                       | 30. März 1965        | –                                     | Alexander Singer  | Robert Guy Barrows                                                 |
| 58         | 28        | Gefährliche Gäste                  | A.p.b.                                   | 6. Apr. 1965         | 2. Juni 1967                          | William D. Gordon | Daniel B. Ullman                                                   |
| 59         | 29        | –                                  | The Old Man Picked A Lemon               | 13. Apr. 1965        | –                                     | Alexander Singer  | Jack Turley                                                        |
| 60         | 30        | –                                  | Last Second Of A Big Dream               | 20. Apr. 1965        | –                                     | Robert Butler     | George Eckstein Idee: Jack F. Eastman                              |

## Staffel 3
Die Erstausstrahlung der dritten Staffel war vom 14. September 1965 bis zum 26. April 1966 auf dem US-amerikanischen Fernsehsender ABC zu sehen.
| Nr. (ges.) | Nr. (St.) | Deutscher Titel                  | Originaltitel                      | Erstausstrahlung USA | Deutschsprachige Erstausstrahlung (D) | Regie             | Drehbuch                                                |
| ---------- | --------- | -------------------------------- | ---------------------------------- | -------------------- | ------------------------------------- | ----------------- | ------------------------------------------------------- |
| 61         | 1         | Zwangspause                      | Wings Of An Angel                  | 14. Sep. 1965        | 3. März 1967                          | William A. Graham | Don Brinkley Idee: Don Brinkley & Otto King             |
| 62         | 2         | –                                | Middle Of A Heat Wave              | 21. Sep. 1965        | –                                     | Alexander Singer  | Robert Hamner                                           |
| 63         | 3         | –                                | Crack In A Crystal Ball            | 28. Sep. 1965        | –                                     | Walter Grauman    | Richard Levinson & William Link                         |
| 64         | 4         | Endlich eine Spur                | Trial By Fire                      | 5. Okt. 1965         | 7. Apr. 1967                          | Alexander Singer  | Philip Saltzman                                         |
| 65         | 5         | Streng geheim: Giftgas           | Conspiracy Of Silence              | 12. Okt. 1965        | 8. Okt. 1989                          | Jerry Hopper      | William D. Gordon                                       |
| 66         | 6         | –                                | Three Cheers For Little Boy Blue   | 19. Okt. 1965        | –                                     | Walter Grauman    | Chester Krumholz & Harry Kronman Idee: Chester Krumholz |
| 67         | 7         | –                                | All The Scared Rabbits             | 26. Okt. 1965        | –                                     | Robert Butler     | William Bast & Norman Lessing Idee: William Bast        |
| 68         | 8         | –                                | An Apple A Day                     | 2. Nov. 1965         | –                                     | Ralph Senensky    | Daniel B. Ullman                                        |
| 69         | 9         | –                                | Landscape With Running Figures (1) | 16. Nov. 1965        | –                                     | Walter Grauman    | Anthony Wilson                                          |
| 70         | 10        | –                                | Landscape With Running Figures (2) | 23. Nov. 1965        | –                                     | Walter Grauman    | Anthony Wilson                                          |
| 71         | 11        | Einen Strohmann verbrennen       | Set Fire To A Straw Man            | 30. Nov. 1965        | 1. Okt. 1989                          | Don Medford       | Jack Turley                                             |
| 72         | 12        | –                                | Stranger In The Mirror             | 7. Dez. 1965         | –                                     | Joseph Sargent    | Don Brinkley                                            |
| 73         | 13        | –                                | The Good Guys And The Bad Guys     | 14. Dez. 1965        | –                                     | Alexander Singer  | Don Brinkley                                            |
| 74         | 14        | –                                | End Of The Line                    | 21. Dez. 1965        | –                                     | William A. Graham | James Menzies                                           |
| 75         | 15        | –                                | When The Wind Blows                | 28. Dez. 1965        | –                                     | Ralph Senensky    | Betty Langdon                                           |
| 76         | 16        | –                                | Not With A Whimper                 | 4. Jan. 1966         | –                                     | Alexander Singer  | Norman Lessing                                          |
| 77         | 17        | Jagd nach dem Einarmigen         | Wife Killer                        | 11. Jan. 1966        | 22. Okt. 1989                         | Richard Donner    | Daniel B. Ullman                                        |
| 78         | 18        | Schmutzige Wäsche                | This’ll Kill You                   | 18. Jan. 1966        | 11. Aug. 1967                         | Alex March        | George Eckstein                                         |
| 79         | 19        | –                                | Echo Of A Nightmare                | 25. Jan. 1966        | –                                     | James Sheldon     | John Kneubuhl Idee: Robert Lewin                        |
| 80         | 20        | Ein tödlicher Unfall             | Stroke Of Genius                   | 1. Feb. 1966         | 15. Okt. 1989                         | Robert Butler     | John Kneubuhl                                           |
| 81         | 21        | –                                | Shadow Of The Swan                 | 8. Feb. 1966         | –                                     | James Sheldon     | Anthony Lawrence                                        |
| 82         | 22        | Ein sicheres Versteck            | Running Scared                     | 22. Feb. 1966        | 25. Sep. 1989                         | James Sheldon     | Don Brinkley                                            |
| 83         | 23        | Chinese Sunset                   | The Chinese Sunset                 | 1. März 1966         | 12. Nov. 1989                         | James Sheldon     | Leonard Kantor                                          |
| 84         | 24        | –                                | Ill Wind                           | 8. März 1966         | –                                     | Joseph Sargent    | Al C. Ward                                              |
| 85         | 25        | –                                | With Strings Attached              | 15. März 1966        | –                                     | Leonard Horn      | John Kneubuhl                                           |
| 86         | 26        | –                                | The White Knight                   | 22. März 1966        | –                                     | Robert Gist       | Daniel B. Ullman                                        |
| 87         | 27        | Ein Computer jagt Richard Kimble | The 2130                           | 29. März 1966        | 29. Okt. 1989                         | Leonard Horn      | Daniel B. Ullman                                        |
| 88         | 28        | –                                | A Taste Of Tomorrow                | 12. Apr. 1966        | –                                     | Leonard Horn      | John Kneubuhl Idee: Mann Rubin                          |
| 89         | 29        | –                                | In A Plain Paper Wrapper           | 19. Apr. 1966        | –                                     | Richard Donner    | John Kneubuhl Idee: Jackson Gillis & Glen A. Larson     |
| 90         | 30        | –                                | Coralee                            | 26. Apr. 1966        | –                                     | Jerry Hopper      | Joy Dexter                                              |

## Staffel 4
Die Erstausstrahlung der vierten Staffel war vom 13. September 1966 bis zum 29. August 1967 auf dem US-amerikanischen Fernsehsender ABC zu sehen.
| Nr. (ges.) | Nr. (St.) | Deutscher Titel                    | Originaltitel                     | Erstausstrahlung USA | Deutschsprachige Erstausstrahlung (D) | Regie               | Drehbuch                                                                      |
| ---------- | --------- | ---------------------------------- | --------------------------------- | -------------------- | ------------------------------------- | ------------------- | ----------------------------------------------------------------------------- |
| 91         | 1         | Durch die Wüste                    | The Last Oasis                    | 13. Sep. 1966        | 19. Nov. 1967                         | Gerald Mayer        | Barry Oringer                                                                 |
| 92         | 2         | Unfreiwilliger Augenzeuge          | Death Is The Door Prize           | 20. Sep. 1966        | 3. Dez. 1989                          | Don Medford         | Oliver Crawford                                                               |
| 93         | 3         | Ein wertloses Versprechen          | A Clean And Quiet Town            | 27. Sep. 1966        | 19. Nov. 1989                         | Mark Rydell         | Howard Browne                                                                 |
| 94         | 4         | Blaues Blut                        | The Sharp Edge Of Chivalry        | 4. Okt. 1966         | 21. Jan. 1990                         | Gerald Mayer        | Sam Ross                                                                      |
| 95         | 5         | Belohnung: 10.000 Dollar           | Ten Thousand Pieces Of Silver     | 11. Okt. 1966        | 4. Feb. 1990                          | James Neilson       | E. Arthur Kean & Wilton Schiller Idee: E. Arthur Kean                         |
| 96         | 6         | In Joshuas Königreich              | Joshua’s Kingdom                  | 18. Okt. 1966        | 14. Jan. 1990                         | Gerd Oswald         | Lee Loeb                                                                      |
| 97         | 7         | Dem Einarmigen auf der Spur        | Second Sight                      | 25. Okt. 1966        | 7. Jan. 1990                          | Robert Douglas      | Daniel B. Ullman                                                              |
| 98         | 8         | Kalifornischer Wein hat es in sich | Wine Is A Traitor                 | 1. Nov. 1966         | 25. Feb. 1990                         | Gerd Oswald         | Howard Dimsdale                                                               |
| 99         | 9         | Anders als Andere                  | Approach With Care                | 15. Nov. 1966        | 4. März 1990                          | William Hale        | Lee Loeb                                                                      |
| 100        | 10        | Keiner verliert immer              | Nobody Loses All The Time         | 22. Nov. 1966        | 28. Jan. 1990                         | Lawrence Dobkin     | E. Arthur Kean                                                                |
| 101        | 11        | Letzter Ausweg Mexico              | Right In The Middle Of The Season | 29. Nov. 1966        | 18. März 1990                         | Christian Nyby      | Sam Ross                                                                      |
| 102        | 12        | Die Jünger des Teufels             | The Devil’s Disciples             | 6. Dez. 1966         | 11. März 1990                         | Jud Taylor          | Jeri Emmett & Steven W. Carabatsos Idee: Robert Dillon & Steven W. Carabatsos |
| 103        | 13        | Notoperation im letzten Moment     | The Blessings Of Liberty          | 20. Dez. 1966        | 17. Dez. 1989                         | Joseph Pevney       | Daniel B. Ullman                                                              |
| 104        | 14        | Das Böse, das Männer tun           | The Evil Men Do                   | 27. Dez. 1966        | 16. Apr. 1990                         | Jesse Hibbs         | Walter Brough                                                                 |
| 105        | 15        | Von der Außenwelt abgeschnitten    | Run The Man Down                  | 3. Jan. 1967         | 25. März 1990                         | James Sheldon       | Barry Oringer Idee: Fred Freiberger                                           |
| 106        | 16        | Alles hat seine zwei Seiten        | The Other Side Of The Coin        | 10. Jan. 1967        | 8. Apr. 1990                          | Lewis Allen         | Sam Ross                                                                      |
| 107        | 17        | Fluchtpunkt Mexiko                 | The One That Got Away             | 17. Jan. 1967        | 1. Apr. 1990                          | Leo Penn            | Philip Saltzman & Harry Kronman                                               |
| 108        | 18        | Erdrückende Beweise                | Concrete Evidence                 | 24. Jan. 1967        | 29. Apr. 1990                         | Murray Golden       | Jeri Emmett & Jack Turley Idee: Jack Turley                                   |
| 109        | 19        | Die Angst zu versagen              | The Breaking Of The Habit         | 31. Jan. 1967        | 22. Apr. 1990                         | John Meredyth Lucas | John Meredyth Lucas                                                           |
| 110        | 20        | Kidnapping                         | There Goes The Ballgame           | 7. Feb. 1967         | 6. Mai 1990                           | Gerald Mayer        | Oliver Crawford                                                               |
| 111        | 21        | Im Labyrinth der Träume            | The Ivy Maze                      | 21. Feb. 1967        | 13. Mai 1990                          | John Meredyth Lucas | Edward Hume                                                                   |
| 112        | 22        | Ein hinterhältiger Mordanschlag    | Goodbye My Love                   | 28. Feb. 1967        | 20. Mai 1990                          | Lewis Allen         | Lee Loeb                                                                      |
| 113        | 23        | Auf dem Weg zur Todeszelle         | Passage To Helena                 | 7. März 1967         | 27. Mai 1990                          | Richard Benedict    | Barry Oringer                                                                 |
| 114        | 24        | Das Gesetz der Straße              | The Savage Street                 | 14. März 1967        | 3. Juni 1990                          | Gerald Mayer        | Jeri Emmett & Mario Alcalde Idee: Mario Alcalde                               |
| 115        | 25        | Ein aussichtsloser Kampf           | Death Of A Very Small Killer      | 21. März 1967        | 10. Juni 1990                         | John Meredyth Lucas | Barry Oringer                                                                 |
| 116        | 26        | Flucht in die Botschaft            | Dossier On A Diplomat             | 28. März 1967        | 17. Juni 1990                         | Gerald Mayer        | J. T. Gallard & Jeri Emmett Idee: J. T. Gallard                               |
| 117        | 27        | Komm’ mit nach Kanada              | The Walls Of Night                | 4. Apr. 1967         | 24. Juni 1990                         | John Meredyth Lucas | Lawrence L. Goldman                                                           |
| 118        | 28        | Tödliches Schweigen                | The Shattered Silence             | 11. Apr. 1967        | 1. Juli 1990                          | Barry Morse         | Barry Oringer Idee: Ralph Goodman                                             |
| 119        | 29        | Dr. Kimble sie sind verhaftet      | The Judgment (1)                  | 22. Aug. 1967        | 13. Okt. 1967                         | Don Medford         | George Eckstein & Michael Zagor                                               |
| 120        | 30        | Das Urteil                         | The Judgment (2)                  | 29. Aug. 1967        | 20. Okt. 1967                         | Don Medford         | George Eckstein & Michael Zagor                                               |